# Coca-Cola Beverages Africa
Coca-Cola Beverages Africa (CCBA) är en sydafrikansk multinationell dryckestillverkare som producerar och distribuerar olika produkter som läskedrycker, energidrycker, juicer, vatten och fruktdrycker från olika uppdragsgivare, dock främst från den amerikanska multinationella dryckestillverkaren The Coca-Cola Company. Företaget säljer sina drycker i Etiopien, Ghana, Kenya, Komorerna, Mayotte, Moçambique, Namibia, Nigeria, Sydafrika, Tanzania och Uganda, det kommer dock utökas och även börja säljas i Botswana, Swaziland och Zambia innan våren 2019.
CCBA grundades den 27 november 2014 när The Coca-Cola Company, Coca-Cola Sabco och SABMiller meddelade att man var överens om en fusion av deras tappningsdivisioner. SABMiller blev majoritetsägare med 57% medan Sabcos ägare Gutsche Family Investments fick 31,7%. The Coca-Cola Company tog de resterande 11,3%. I slutet av 2016 köpte det globala bryggeriet Anheuser-Busch Inbev SABMiller för mer än $100 miljarder, i början av oktober 2017 blev det offentligt att The Coca-Cola Company hade förvärvat Anheusers majoritetsaktiepost i CCBA för $3,15 miljarder.
De har en årlig omsättning på omkring tre miljarder amerikanska dollar och har sitt huvudkontor i Port Elizabeth i Sydafrika.

## Varumärken
Ett urval av de varumärken som de producerar:
- Appletiser
- Bonaqua
- Coca-Cola
- Coca-Cola Light
- Coca-Cola Zero
- Fanta
- Powerade
- Sprite
- Sprite Zero
- Vitamin Water